# قالی شرپینسکی

۶ مرحلهٔ اول ساختن قالی سرپینسکی.

قالی شرپینسکی یک برخال مسطح است که واتسواف شرپینسکی آن را در سال ۱۹۱۶ ابداع کرد. این فراکتال تعمیمی از مجموعه کانتور در دو بعد است.
روند تقسیم یک شکل به مشابه‌های کوچکتر از خود، جدا کردن یک یا چند قسمت و ادامه این روند به صورت بازگشتی گاهی منجر به ایجاد برخال (فراکتال) می‌شود. مثلاً، تقسیم یک مثلث سه‌پهلوبرابر (متساوی‌الاضلاع) به چهار مثلث متساوی‌الاضلاع، حذف کردن مثلث وسطی و انجام همین کار بر سه مثلث باقی مانده و ادامهٔ همین روند به مثلث شرپینسکی منجر می‌شود. اسفنج منگر مشابه قالی شرپینسکی ولی در سه بعد است.

## ساختن
برای ساختن قالی شرپینسکی با یک مربع شروع می‌کنیم. مربع را با شبکه ۳ در ۳ به ۹ مربع هم‌نهشت تقسیم می‌کنیم و مربع مرکزی را برمی‌داریم. سپس این روند را به صورت بازگشتی روی ۸ مربع باقی مانده اعمال می‌کنیم. با ادامهٔ این فرایند تا بینهایت قالی شرپینسکی ساخته می‌شود. همچنین قالی شرپینسکی را می‌توان به صورت مجموعه ای از نقاط در مربع واحد تعریف کرد بطوریکه اگر مختصات نقاط در مبنای سه نوشته شود، طول و عرض آن نقطه در ارزش مکانی مشترکشان رقمی برابر با ۱ ندارند.
روند بازگشتی حذف مربع‌ها نمونه ای از قانون تقسیم متناهی است.

## خصوصیات

با پاک کردن خطوط میانی در خم پئانو، قالی شرپینسکی ساخته می‌شود.

مساحت قالی شرپینسکی (در اندازه لبگ) صفر است.
اثبات: ai را برابر مساحت شکل iام می‌گیریم از آنجایی که ai + 1 = 8/9ai بنابراین ai = (8/9)i که وقتی i به بی‌نهایت برود مقدار ai به صفر میل می‌کند.
درون قالی خالی است.
اثبات: برهان خلف فرض کنید که نقطه ای به نام P در داخل قالی وجود دارد. سپس یک مربع به مرکز P که کاملاً در قالی باشد نیز وجود دارد این مربع شامل یک مربع کوچکتر که مختصات آن مضرب 1/3k است و k یک عدد طبیعی است. اما، این مربع باید در تکرار k ام حذف شود، پس نقطهٔ P نمی‌تواند در قالی وجود داشته باشد- پس فرض خلف باطل می‌شود.
بعد هاسدورف آن log 8/log 3 ≈ ۱٫۸۹۲۸ است.
شرپینسکی نشان داد که این برخال زیر مجموعهٔ فشردهٔ سطح است که بعد لبگ پوششی آن برابر یک است و هر زیر مجموعهٔ سطح با این خصوصیات با برخی از زیرمجموعه‌های قالی شرپینسکی همسان‌ریخت است.

## حرکت براونی روی قالی شرپینسکی
موضوع حرکت براونی روی قالی شرپینسکی در سال‌های اخیر مورد توجه بوده‌است. مارتین بارلو و ریچارد باس نشان داده‌اند که ولگشت روی قالی شرپینسکی با سرعت کمتری نسبت به ولگشت روی سطح بدون محدودیت صورت می‌گیرد. حالت دوم دارای فاصلهٔ میانگین متناسب با √n بعد از n مرحله است، ولی اولی فقط به فاصله متوسط متناسب با β√n که β> ۲ می‌رسد. آنها همچنین نشان دادند که این ولگشت در نامساوی‌های قضیهٔ انحرافات بزرگ صدق می‌کند (به اصطلاح "sub-Gaussian inequalities").

## الک والیس

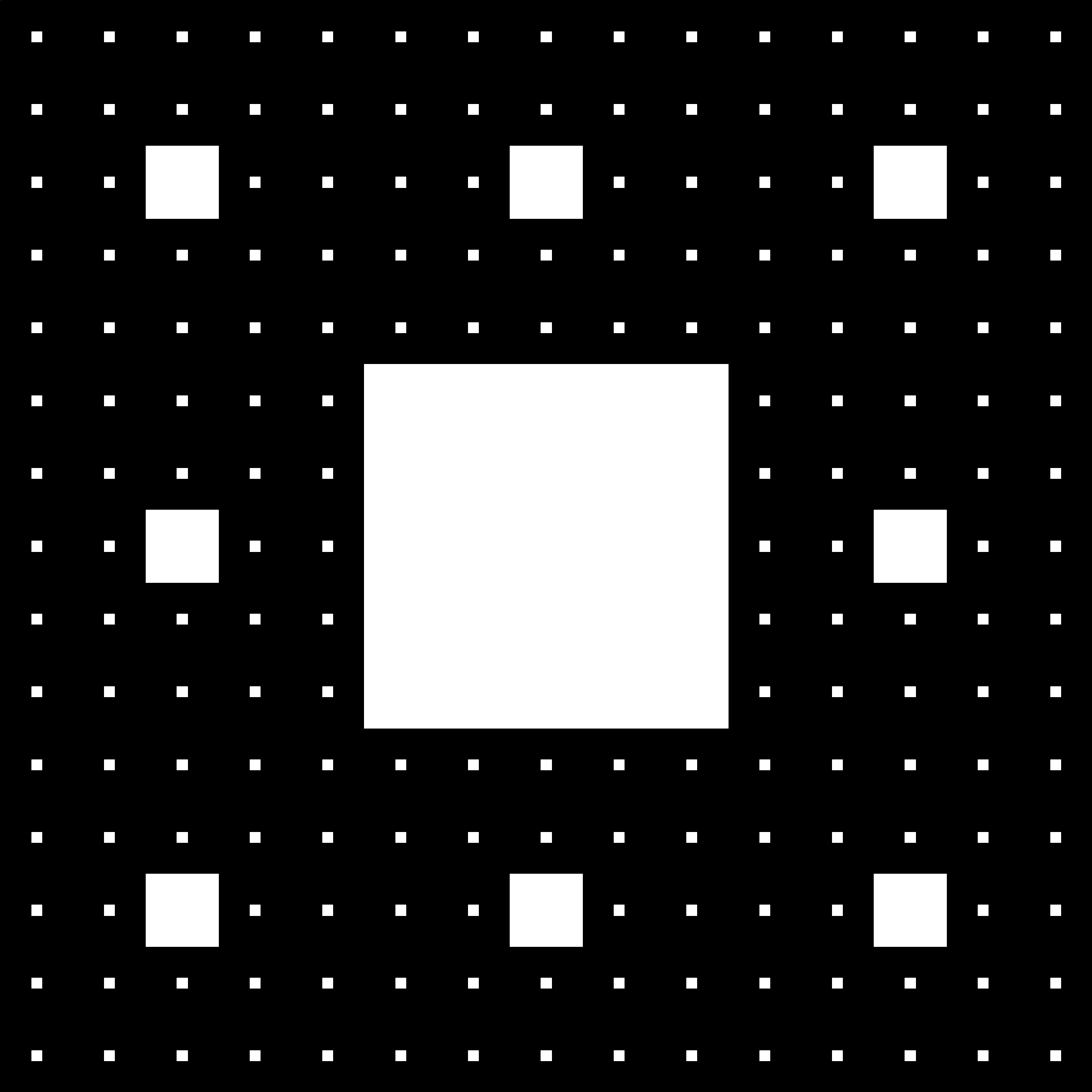
تکرار سوم الک والیس

نوعی از قالی شرپینسکی به نام الک والیس وجود دارد که مثل قالی شرپینسکی با تقسیم مربع به نه مربع کوچکتر و جدا کردن مربع وسط آغاز می‌شود ولی در مرحلهٔ بعدی، هر مربع به ۲۵ مربع کوچک‌تر و در مرحلهٔ بعد به ۴۹ مربع و به‌طور کلی در گام iام با تقسیم هر مربع به (2i + 1)2 مربع کوچکتر (اعداد مربع کامل فرد) حذف قسمت میانی تشکیل می‌شود.
با استفاده از فرمول والیس، مساحت مجموعهٔ حاصل {\displaystyle \pi }/4 می‌شود، که بر خلاف قالی شرپینسکی استاندارد که در آن مساحت حدی صفر است.

## کاربردها
آنتن‌های برخالی تلفن همراه و وای فای به شکل چند تکرار اول قالی شرپینسکی تولید می‌شوند. به دلیل خود همانندی و تغییرناپذیر بودن مقیاس، آنها چندین بسامد را در خود جای می‌دهند. همچنین ساخت آنها آسان‌تر است و کوچک‌تر از آنتن‌های معمولی با عملکرد مشابه هستند، برای همین برای تلفن‌های همراه با اندازهٔ جیب مناسب هستند.